# Прихрадзани
Прихрадзани (слч. Prihradzany) насељено је мјесто са административним статусом сеоске општине (слч. obec) у округу Ревуца, у Банскобистричком крају, Словачка Република.

## Становништво
| Година:    | 1994. | 2004.    | 2014.   | 2024.    |
| ---------- | ----- | -------- | ------- | -------- |
| Број људи: | 98    | 79       | 84      | 66       |
| Разлика:   |       | -19,38 % | +6,32 % | -21,42 % |

| Година:    | 2023. | 2024.   |
| ---------- | ----- | ------- |
| Број људи: | 69    | 66      |
| Разлика:   |       | -4,34 % |

Према подацима о броју становника из 2011. године насеље је имало 87 становника.